# 42 Samodzielny Batalion Saperów
42 samodzielny batalion saperów (42 sbsap) – pododdział wojsk inżynieryjnych ludowego Wojska Polskiego.

## Powstanie i działalność
Batalion został sformowany na podstawie rozkazu Nr 0121/Org. Naczelnego Dowódcy Wojska Polskiego z 12 maja 1945 w Warszawie w ramach formowania 7 Brygady Inżynieryjno-Budowlanej (7 BIB). Zadaniem głównym batalionu w ramach 7 Brygady była odbudowa wyznaczonych obiektów w stolicy, a ponadto oczyszczenie Warszawy i jej okolic z amunicji.
Po sformowaniu, uzupełnieniu stanów osobowych pododdziałów oraz przeszkoleniu jednostka przystąpiła do rozminowania Warszawy i powiatów Błonie, Gostynin, Nowy Dwór Mazowiecki, Sochaczew, Włocławek, Inowrocław, Toruń oraz m. Nieszawa. Oprócz tego pododdziały prowadziły prace wyburzeniowe obiektów miejskich nie nadających się do odbudowy.
42 batalion (zwany też mylnie "batalionem minowania") pod dowództwem mjr. Jana Piotrowskiego 15 czerwca został skierowany do rozminowania Warszawy i terenów w rejonie nr 2 (Warszawa - Nowy Dwór - Płońsk - Drobin - Sierpc - płn. Włocławek - Toruń - Bydgoszcz wyłącznie - Gniezno - Września - Konin - Kutno - Koło - Sochaczew - Warszawa). Batalion w Warszawie przejął zadania rozminowania od 26 bsap z 2 BSap. Do 4 września 1945 roku, w Palmirach, patrol saperski z 42 batalionu zniszczył 377 ton amunicji wywiezionej ze składów warszawskich.
W pierwszym etapie prowadzonych prac batalion usuwał miny z zasadniczych dróg i miejscowości. W następnym etapie rozminowywał lewy brzeg Wisły, Puszczę Kampinoską oraz obszar twierdzy Modlin.
42 bsap w okresie 15 czerwca - 15 września 1945 wykonał:
- rozminował i sprawdził obszar 7503 km kw,
- rozminował miejscowości 1693, w tym miast 18,
- rozminował ważnych obiektów fabrycznych - 18,
- rozminował 1 lotnisko, 189 mostów drogowych i 15 mostów kolejowych,
- rozminował dróg 3438 km., w tym bitych 907 km., dróg kolejowych - 123 km.,
- zdjęto i zniszczono 6810 min przeciwpiechotnych, 9357 min przeciwczołgowych, min specjalnych i fugasów - 12062 szt.,
- zniszczono bomb, pocisków i innej amunicji - 251723 szt.

W czasie rozminowania zginęło 10 żołnierzy a rannych zostało 5 żołnierzy.
7 BIB została rozformowana 11 września 1945. Z brygady wydzielono samodzielne bataliony inżynieryjno-budowlane.

## Dowódcy
- mjr Jan Piotrowski